# Teramnus
Teramnus es un género de plantas con flores con 27 especies perteneciente a la familia Fabaceae. Es originario de África tropical.

## Especies seleccionadas
- Teramnus andongensis
- Teramnus angustifolius
- Teramnus axilliflorus
- Teramnus botrydium
- Teramnus buettneri
- Teramnus clandestinus
- Teramnus debilis
- Teramnus uncinatus (L.) Sw. - cresta de gallo blanca (en Cuba)[1]